# Doug Seegers
Doug Seegers (* 1952) je americký zpěvák a kytarista. Narodil se na Long Island v New Yorku a svou první píseň napsal v šestnácti letech; později žil v Austinu a v Nashville, kde se z něj stal bezdomovec. V roce 2013 jej zde potkala švédská zpěvačka a moderátorka pořadu Jills veranda Jill Johnson. V jedné epizodě pořadu tak představila Seegerse; ten rovněž nahrál svou píseň „Going Down to the River“, které se ve Švédsku dostalo uznání hitparád. Následně dostal nabídku od společnosti Lionheart Music Group na natočení celého alba, které pod názvem Going Down to the River vyšlo koncem května 2014. Později album vyšlo i ve Spojených státech amerických (vydalo jej vydavatelství Rounder Records) a Seegers rovněž odehrál koncertní turné. Na albu se nachází například duet se zpěvačkou Emmylou Harris.